# پریا تندولکار
پریا تندولکار (به انگلیسی: Priya Tendulkar) (زاده ۱۹ اکتبر ۱۹۵۴-درگذشته ۱۹ سپتامبر ۲۰۰۲) بازیگر هندی بود.
از فیلم‌هایی که وی در آن نقش داشته است می‌توان به راز، نهال اشاره کرد.